# 豊田勇造
豊田 勇造（とよだ ゆうぞう、1949年7月1日 - ）は、日本のシンガーソングライター、ギタリスト、エッセイスト。

## 経歴
京都・壬生生まれ。男5人兄弟の5番目であった。KBSのディクターである川村輝夫が自ら作った曲でコンテストに入賞した高校生の豊田に興味を持ち、1966年にドキュメンタリー番組「現代の広場 ピート・シーガーに似た男」を制作、民放連の社会教養番組部門でグランプリを受賞する。このあと豊田は1974年にエレックレコードからデビュー。2009年6月6日には京都の円山公園野外音楽堂で「豊田勇造60歳6時間60曲フリーコンサート」を行うなど、息の長い活動を続けている。

### アマチュア時代
小学校5年の時、ギターを手にする。京都大学合格を目指すも失敗。京都の洛星高校卒業後、1年浪人して1969年同志社大学に入学、後に除籍した。フォークキャンプなどの音楽活動に参加する。1968年10月14日、弥栄会館でのフォークルのさよならコンサートに出て「ヒロシマ」を歌う。

### ライブハウスデビュー以後
1972年から75年まで毎週土曜日、京都市内のいくつかのライブハウスでライブを続ける。1974年、ファーストアルバムをエレックレコードより発表。

### タイのカラワン楽団との交流
1984年、日本ツアー中のタイのカラワン楽団と知り合い、翌年、友部正人、中山ラビとともにカラワンの招きでタイでツアー。翌々年、カラワンを日本に招き、全国ツアーをプロデュースする。

### YUZO BAND を結成
1997年、来日したボブ・ディランのステージに刺激を受け、筒井敬明、仲豊夫、山田晴三、永見潤らとYUZO BANDを結成。

### 音楽生活30周年・還暦・70歳記念
2002年6月、音楽生活30周年記念コンサートを行う。
2009年6月6日、京都市円山公園音楽堂で「60歳6時間60曲フリーコンサート」開催。
2019年7月6日、京都市円山公園音楽堂で「豊田勇造70歳記念70曲フリーコンサート」開催。

## ディスコグラフィ

### アルバム
- 『豊田勇造 長野隆ライブ』（エレックレコード1974年）
- 『さあ、もういっぺん』（ELTROVEレコード、1976年）
- 『走れ アルマジロ』（ELTROVEレコード、1977年）
- 『血を越えて愛し合えたら』(ジャマイカで録音、制作：ELTROVEレコード　発売：ワーナー・パイオニア、1980年)
- 『センシミーナ』（カセットブック・プレイガイドジャーナル社、1984年）
- 『チャオプラヤ河に抱かれて』（タイで録音、1988年）
- 『満月』（神奈川県出縄でのライブ録音、1990年）
- 『マンゴー シャワー ラブレター』（1993年）
- 『ホールド オン』（大阪バナナホールでのライブ録音、1996年）
- 『雲遊天下』（YUZO BAND、1999年）
- 『振り返るには早すぎる』（音楽生活30周年記念コンサートライブ録音、3枚組CD、2002年）
- 『夢で会いたい』（バンコクで録音、2007年）
- 『円山音楽堂ライブ！』（京都・円山音楽堂での「豊田勇造60歳6時間60曲フリーコンサート」のライブ録音、2枚組CD、2009年）

### シングル
- 『タイ米ブルーズ』（カセットテープ、1994年）

## エッセイストとしての活動
タイでの約9年間の暮らしや、憧れのレゲエの聖地・ジャマイカのキングストンでのアルバム録音など、稀有な体験をもとにしたエッセイを季刊誌やファンクラブ会報などに書いている。高田渡など知り合いのミュージシャンに関する音楽エッセイもある。1993年に書いた米に関する論文が毎日農業記録賞優秀賞を受賞。
単行本として、『歌旅日記：ジャマイカ−日本』（1981年、プレイガイドジャーナル社）、『歌旅日記アジア編』（2005年、ビレッジプレス）がある。

## エピソード
- 1966年、高校2年の時に自作の曲によってフォークコンテストに入賞。近畿放送のディレクターだった川村輝夫は、豊田を主人公にしたラジオ・ドキュメンタリー番組を制作。1967年4月、第15回民放大会賞ラジオ社会・教養部門最優秀賞を受賞[6]。
- 1969年8月15日 - 17日の第4回関西フォークキャンプに参加。打ち上げコンサート（京都市の円山公園野外音楽堂）で「労務者とはいえ」（作詞・作曲=ボブ・ディラン／訳詞=片桐ユズル・高石友也）を歌う[7]。
- 1973年7月14日、中山ラビ、ひがしのひとし、古川豪、三浦久と5人で、南ベトナムの政治犯釈放と孤児救援のために、同志社で「五人がうたう」コンサート（第1回「京都5人の会」）。以後「七夕コンサート」として継続させ、ベトナム戦争が終結した1975年までは「南ベトナムの孤児救援」を目的としたが、1976年には韓国政府から言論弾圧を受けて投獄された詩人の金芝河の救援を目的とした[8][9][10]。
- 1981年、ニューヨークに渡るが、その時の豊田をモデルにして、友部正人が「遠来」という楽曲を書き、1983年のアルバム「ポカラ」に収録。
- 1993年米騒動の際、大量に輸入・流通させたタイ米が不人気で、後に不法投棄されるなどの状況を歌ったシングル『タイ米ブルーズ』（カセットテープ、1994年）が話題になり、テレビ、新聞などにとりあげられる。
- 1999年7月10日、往年のフォークキャンプの参加メンバーの同窓会として行われた「フォークキャンプコンサート」（円山公園音楽堂）で中山ラビと共演。
- 2002年6月、音楽生活30周年記念コンサートを京都の拾得で3夜連続で行う。
- 2009年6月6日に京都円山公園野外音楽堂で｢60歳6時間60曲フリーコンサート｣を敢行｡
- 2011年、『フリーライブ東日本勇造ファン支援ライブプロジェクト「さあ、もういっぺん」』を始める。10年は続けたいとの意向で、現在も続いている。

## 出演
- 森谷威夫のお世話になります!!（2008年06月26日 2009年06月02日 2010年06月23日 2011年07月07日 2012年06月26日 KBS京都ラジオ）
- レコ室からこんにちは（2012年 2013年6月10日-12日　KBS京都ラジオ）ゲストセレクター